# 鳥取県道264号鳥取空港布勢線
鳥取県道264号鳥取空港布勢線（とっとりけんどう264ごう とっとりくうこうふせせん）は、鳥取県鳥取市を通る一般県道である。

## 概要
鳥取市湖山町西4丁目から鳥取市桂見に至る。鳥取空港（鳥取砂丘コナン空港）に向かうための東側のアクセス道路となっている。

### 路線データ
- 起点：鳥取県鳥取市湖山町西4丁目（鳥取空港（鳥取砂丘コナン空港）前、鳥取県道266号鳥取空港線起点）
- 終点：鳥取県鳥取市桂見（桂見西交差点、鳥取県道21号鳥取鹿野倉吉線交点、鳥取県道181号湖山停車場布勢線終点）
- 総延長：3,322 m

## 歴史
- 1995年（平成7年）
  - 3月28日 - 鳥取県告示第275・277・281号により認定・区域決定・供用開始[1]。

前身は鳥取県道264号鳥取空港線[注釈 1]（鳥取県告示第276号により廃止[1]）の全線と鳥取県道181号湖山停車場布勢線のバイパス（鳥取県告示第279号により移行[1]）である。ただし、この時点では、二本松橋（JR西日本山陰本線をまたぐ跨線橋）を含む鳥取市湖山町北1丁目・鳥取商業高校交差点 - 鳥取市湖山町南4丁目間が未供用であった。
  - 7月27日 - 同年7月25日付鳥取県告示第545・546号により二本松橋を含む鳥取市湖山町北1丁目・鳥取商業高校交差点 - 鳥取市湖山町南4丁目間の供用開始[2]。
- 1998年（平成10年）8月10日 - 同年7月31日付鳥取県告示第523号により、鳥取市布勢・布勢交差点 - 鳥取市桂見・桂見西交差点間（鳥取県道21号鳥取鹿野倉吉線との重用区間）を当路線の単独区間に変更[3]。

## 路線状況

### 重複区間
- 鳥取県道181号湖山停車場布勢線（鳥取市布勢・布勢交差点 - 鳥取市桂見・桂見西交差点（終点））

### 道路施設

#### 橋梁
- 井津水橋（湖山川、鳥取市）
- 先津橋（旧湖山川、鳥取市）

## 地理

### 通過する自治体
- 鳥取県
  - 鳥取市

### 交差する道路
| 交差する道路                                                           | 交差する場所  | 交差する場所        |
| ---------------------------------------------------------------------- | ------------- | ------------------- |
| 鳥取県道266号鳥取空港線                                                | 湖山町西4丁目 | 起点                |
| 鳥取県道327号鳥取空港賀露線                                            | 湖山町西4丁目 |                     |
| 国道9号                                                                | 湖山町北4丁目 | 空港入口交差点      |
| 鳥取県道318号伏野覚寺線                                                | 湖山町北1丁目 | 鳥取商業高校交差点  |
| 鳥取県道181号湖山停車場布勢線 重複区間起点 鳥取市道2010169号古海高住線 | 布勢          | 布勢交差点          |
| 鳥取県道21号鳥取鹿野倉吉線 鳥取県道181号湖山停車場布勢線 重複区間終点  | 桂見          | 桂見西交差点 / 終点 |

### 交差する鉄道
- 山陰本線

### 沿線
- 鳥取空港（鳥取砂丘コナン空港）
- 鳥取県立鳥取湖陵高等学校
- 鳥取県立鳥取商業高等学校
- 鳥取市立湖山小学校
- 鳥取大学
- 鳥取大学附属小学校
- 鳥取大学附属中学校
- 鳥取県立鳥取緑風高等学校
- 湖山池
- 布勢総合運動公園（コカ・コーラウエストスポーツパーク）
- とっとり出合いの森